# Lepista atrescens
Lepista atrescens är en fjärilsart som beskrevs av George Francis Hampson 1903. Lepista atrescens ingår i släktet Lepista och familjen björnspinnare. Inga underarter finns listade i Catalogue of Life.